# Pasquale Squitieri
Pasquale Squitieri (Nàpols, 27 de novembre de 1938 – Roma, 18 de febrer de 2017) va ser un director, guionista i polític italià.

## Biografia

### Activitat cinematogràfica
Nascut a Nàpols el 27 de novembre de 1938, era originari de la popular rione Sanità; després d'haver obtingut la llicenciatura en dret, haver col·laborat per al ministre Alfredo De Marsico, i haver treballat durant algun temps com a periodista al diari Paese Sera, al anys seixanta és empleat del Banco di Napoli. Va participar en produccions teatrals tant com a actor com com a autor, treballant amb Giuseppe Patroni Griffi i amb Francesco Rosi, mentre que va debutar al cinema com a director i guionista amb Io e Dio (1969), produïda per Vittorio De Sica i, en la línia de directors com Sergio Leone, es va dedicar breument al gènere de l'spaghetti western amb Django sfida Sartana (1970) i La vendetta è un piatto che si serve freddo (1971), ambdues escrites per ell sota el pseudònim William Redford' '.
Posteriorment, Squitieri va abandonar el seu nom artístic i va tractar temes més actuals i després realitats poc conegudes de la societat italiana. Pel·lícules com L'ambizioso (1975), Il prefetto di ferro (1977) i Corleone (1978) sobre els contactes entre la màfia i la política; Viaggia, ragazza, viaggia, hai la musica nelle vene (1973) i Atto di dolore (1990) han tocat el tema de la droga; Gli invisibili (1988) el terrorisme; L'avvocato De Gregorio (2003) les anomenades “morts blanques”; Razza selvaggia (1980) i Il colore dell'odio (1989) el tema de la immigració.
Squitieri era conegut sobretot per les seves pel·lícules històricopolítiques, algunes de les quals van obtenir força crítiques. Entre aquests hi ha I guappi (1974), Claretta (1984) i Li chiamarono... briganti! (1999), una pel·lícula sobre el bandolerisme posterior a la unificació que explica la història del seu màxim representant Carmine Crocco. Aquest últim va ser retirat dels cinemes al cap d'uns dies en unes circumstàncies que mai es van aclarir: segons alguns per la fallada a taquilla, segons altres perquè va ser boicotejada i acusada de revisionisme.

### Activitat política
L'any 1971 va signar la carta oberta a L'Espresso sobre el cas Pinelli i l'octubre del mateix la autodenúncia publicat a Lotta Continua en què es va solidaritzar amb alguns militants i directius responsables del diari investigat per incitació a cometre delictes pel contingut violent d'alguns articles, compromesos a «lluitar algun dia amb les armes a la mà contra l'Estat».
Amb els anys es va moure a la dreta i va ser candidat i escollit senador a les llistes d'Alleanza Nazionale el 1994 a la circumscripció d'Andria-Barletta. En aquella legislatura va formar part de la Indústria, Comerç, turisme, i Supervisió de la Rai.
El 1996 es va tornar a presentar al Senat amb el Polo per le Libertà a la circumscripció de Nola, però va obtenir el 40,2% dels vots i va ser derrotat per la representant de l'Ulivo, Aldo Masullo.
Després es va unir al Partit Radical Transnacional, i va col·laborar en algunes campanyes del mateix Partit Radical. El 2013 s va pronunciar molt durament en contra el diputat al Parlament Europeu de la Lliga Nord Mario Borghezio, afirmant que "fa mal, hem d'eliminar-lo físicament", comparant-lo amb els Nazis del procés de Nuremberg. El 9 de juliol de 2015 se li va revocar la vitalicitat, juntament amb altres nou antics diputats i vuit antics senadors.

### Vida privada
Estava casat amb Silvana Filotico amb qui va tenir els seus fills Paola, Vittoria i Mario, mentre que des dels anys setanta està vinculat sentimentalment amb la famosa actriu Claudia Cardinale, amb qui va tenir la seva quarta filla, Claudine. Junts van tenir una llarga associació artística, Cardinale de fet ha actuat en moltes de les seves pel·lícules d'èxit com Il prefetto di ferro, Corleone, Claretta, Li chiamarono... briganti! i I guappi. Des del 2003 està vinculat sentimentalment amb l'actriu i cantant Ottavia Fusco, amb qui es va casar el desembre de 2013. En el passat es va recuperar d'un càncer, però després va declarar que continua fumant compulsivament.

### Mort i sepultura
Va morir el matí del 18 de febrer de 2017 a Roma a la clínica "Villa San Pietro" als 78 anys a causa de complicacions respiratòries. Feia temps que patia emfisema a causa del tabaquisme, així com dificultats per caminar arran d'un greu accident ocorregut l'any anterior. El funeral es va celebrar a Nàpols a l'església de Santa Maria dei Vergini alla Sanità on va ser batejat. Fou enterrat a la capella familiar del Cementiri monumental de Poggioreale a Nàpols.

### Procediments judicials
Als anys seixanta va ser detingut i després absolt per una baralla amb un policia que havia insultat l'actriu Anna Maria Guarnieri. El 1981 va ser condemnat a 1 any de presó, dels que va complir cinc mesos, pel delicte de malversació, essencialment per haver pagat un xec que després va resultar fals, fet que es va produir en 1966, quan treballava al Banco di Napoli.

## Filmografia

### Cinema
- Io e Dio (1969)
- Django sfida Sartana (1970)
- La vendetta è un piatto che si serve freddo (1971)
- Camorra (1972)
- Viaggia, ragazza, viaggia, hai la musica nelle vene (1973)
- I guappi (1974)
- L'ambizioso (1975)
- Il prefetto di ferro (1977)
- L'arma (1978)
- Corleone (1978)
- Razza selvaggia (1980)
- Claretta (1984)
- Il pentito (1985)
- Russicum - I giorni del diavolo (1988)
- Gli invisibili (1988)
- Il colore dell'odio (1989)
- Atto di dolore (1990)
- Corsica (1991)
- Stupor mundi (1997)
- Li chiamarono... briganti! (1999)
- L'avvocato De Gregorio (2003)
- Father (2011)
- L'altro Adamo (2014)

### Televisió
- La segnorina, episodi  de la sèrie TV Dieci registi italiani, dieci racconti italiani (1983)
- Naso di cane - minisèrie TV en 3 episodis (1986)
- Élisabeth - Ils sont tous nos enfants - telefilm (2000)
- Il giorno della Shoah - telefilm (2010)